# Кулиги (Ивановская область)
Кулиги — деревня в Ивановском районе Ивановской области России, входит в состав Новоталицкого сельского поселения.

## География
Деревня расположена в 7 км на запад от центра поселения села Ново-Талицы и в 12 км на запад от Иванова.

## История
В полукилометре на север от деревни располагался Митрофановский погост. Церковь в погосте основана в 1842 году на средства ярославского мещанина Николая Дмитриевича Лещевского и добровольных жертвователей. Престолов в церкви было три: в холодной — в честь Смоленской иконы Божьей Матери (освящен в 1858 году) и в приделах теплых: во имя Святителя и Чудотворца Николая и во имя Святителя и Чудотворца Воронежского Митрофана (оба придела освящены в 1843 году). В 1890 году в селе была открыта церковно-приходская школа, помещавшаяся в собственном здании. 
В конце XIX — начале XX века деревня Кулиги входила в состав Кочневской волости Шуйского уезда Владимирской губернии. В 1859 году в деревне числилось 5 дворов, в 1905 году — 9 дворов.

## Население
| 1859 | 1905 |
| ---- | ---- |
| 46   | 55   |

| 1859 | 1905 | 2010 |
| ---- | ---- | ---- |
| 46   | ↗55  | ↘1   |

## Достопримечательности
В Митрофановском погосте расположена действующая Церковь Смоленской иконы Божией Матери.